# Adrián González Morales
Adrián González Morales (Madrid, Comunidad de Madrid, 25 de mayo de 1988), conocido deportivamente como Adrián, es un exfutbolista y entrenador de fútbol español que desde octubre de 2024 ejerce de ayudante en el Al-Qadisiyah de la Liga Profesional Saudí.

## Trayectoria
Es hijo del histórico jugador y exentrenador del Castilla, Míchel, bajo cuyas órdenes militó ya durante su etapa en el Real Madrid Castilla, el Getafe C. F. y el Málaga C. F.
Desde los nueve años, jugó en las categorías inferiores del Real Madrid hasta conseguir  debutar en el primer equipo en 2007, firmando su primer contrato con 19 años.
Jugó en el Real Madrid Castilla en la temporada 2006-2007, en la que, con su padre como entrenador, se fue consolidando en su posición que le permitió marcar varios goles. 
Al inicio de la temporada 2007-2008 fue cedido al Celta de Vigo donde apenas dispuso de minutos por lo que en el mercado de invierno de esa misma temporada pasó al Gimnastic de Tarragona.
Se confirmó su marcha al Getafe C. F. en abril de 2008, guardando el Real Madrid una opción de recompra por el jugador.
A pesar de comenzar a disfrutar de más minutos en la temporada 2009 la afición no respondió bien ante esta situación pitando al jugador en los partidos del Getafe.[cita requerida] Estos problemas con la afición del Getafe provocaron que el presidente, Ángel Torres, declarara en diciembre que iban a intentar ceder a Adrián a algún equipo extranjero o de la Liga Adelante porque según él el jugador no puede jugar con la afición en su contra.[cita requerida]
Sin embargo, tras unos partidos en los que no jugaba, Adrián recuperó la titularidad. El 25 de abril, en un partido contra el Sevilla, Adrián asiste y marca el primer gol del partido, que acabó 4-3 favorable al Getafe. En el minuto 77 Adrián fue sustituido, siendo correspondido por el público con una gran ovación que premiaba su esfuerzo y las dificultades pasadas.
Tras ser criticado por el público y el presidente del Getafe por ser el hijo del entrenador, Adrián es despedido con la carta de libertad y ficha por el Racing de Santander [cita requerida]
El 6 de agosto de 2011 Adrián marca su primer gol con el Racing de Santander en su segunda temporada en el club cántabro en un partido de pretemporada contra el A. C. ChievoVerona marcó el primer gol del partido que terminó 2-2.
El 27 de agosto de 2011 en el primer partido de liga 2011-2012 contra el Valencia marca su primer gol en liga con el Racing, gol que fue el 1-3 para el Racing que acabaría perdiendo 4-3. El 1 de octubre de 2011, marcaba su segundo gol en liga que servía para dar el empate al Racing frente al Rayo Vallecano 1-1
En el verano de 2012 y tras desvincularse de la entidad cántabra, firmó por 2 temporadas con el Rayo Vallecano. Tras acabar su contrato con el club vallecano en junio de 2014 firmó por el Elche Club de Fútbol.
A mediados de agosto de 2015, el mediocampista madrileño fichó por tres temporadas con la S. D. Eibar.
El 11 de mayo de 2017 se confirmó que dejaría de ser jugador del equipo armero a través de un tuit emotivo, donde la presidenta Amaia Gorostiza se despide del jugador madrileño. El 23 de mayo, el director deportivo del Málaga C. F., Francesc Arnau, confirmó que el jugador pasaría a formar parte de la plantilla malaguista de cara a la temporada 2017-2018.
En verano de 2017 firmó como jugador del Málaga C. F. de la Primera División, con el que descendió de categoría al término de la temporada 2017-18.
En la temporada 2018-19 se convirtió en uno de los pesos pesados del equipo malagueño, en el que fue 'pichichi' (10 goles ligueros) de un equipo que jugó el playoff de ascenso a Primera. 
En la temporada 2019-20 se convirtió en primer capitán y, tras Sadiku, fue el segundo mejor artillero con 6 goles, contribuyendo a la permanencia en Segunda.
El 7 de septiembre de 2020 firmó como jugador del Real Zaragoza, que por aquel entonces militaba en la Segunda División, por dos temporadas. Tras temporada y media, el 20 de enero de 2022 terminó su relación contractual y se incorporó al día siguiente al C. F. Fuenlabrada.

## Clubes
| Club                                 | Temporada     | Liga     | Liga  | Copa     | Copa  | Europa   | Europa | Total    | Total | Media goleadora |
| Club                                 | Temporada     | Partidos | Goles | Partidos | Goles | Partidos | Goles  | Partidos | Goles | Media goleadora |
| ------------------------------------ | ------------- | -------- | ----- | -------- | ----- | -------- | ------ | -------- | ----- | --------------- |
| Real Madrid Castilla · España        | 2006-07       | 38       | 5     | -        | -     | -        | -      | 38       | 5     | 0.13            |
| Real Madrid Castilla · España        | Total club    | 38       | 5     | 0        | 0     | 0        | 0      | 38       | 5     | 0.13            |
| R. C. Celta de Vigo · España         | 2007-08       | 3        | 0     | 1        | 0     | -        | -      | 4        | 0     | 0.00            |
| R. C. Celta de Vigo · España         | Total club    | 3        | 0     | 1        | 0     | 0        | 0      | 4        | 0     | 0.00            |
| Club Gimnàstic de Tarragona · España | 2007-08       | 18       | 2     | 0        | 0     | 0        | 0      | 18       | 2     | 0.11            |
| Club Gimnàstic de Tarragona · España | Total club    | 18       | 2     | 0        | 0     | 0        | 0      | 18       | 2     | 0.11            |
| Getafe C. F. · España                | 2008-09       | 5        | 0     | 1        | 0     | 0        | 0      | 6        | 0     | 0.00            |
| Getafe C. F. · España                | 2009-10       | 25       | 1     | 3        | 0     | 0        | 0      | 28       | 1     | 0.04            |
| Getafe C. F. · España                | Total club    | 30       | 1     | 4        | 0     | 0        | 0      | 34       | 1     | 0.03            |
| Racing de Santander · España         | 2010-11       | 23       | 0     | 1        | 0     | 0        | 0      | 24       | 0     | 0.00            |
| Racing de Santander · España         | 2011-12       | 35       | 3     | 0        | 0     | 0        | 0      | 35       | 3     | 0.09            |
| Racing de Santander · España         | Total club    | 58       | 3     | 1        | 0     | 0        | 0      | 59       | 3     | 0.05            |
| Rayo Vallecano · España              | 2012-13       | 21       | 1     | 2        | 0     | 0        | 0      | 23       | 1     | 0.04            |
| Rayo Vallecano · España              | 2013-14       | 17       | 1     | 3        | 2     | 0        | 0      | 20       | 3     | 0.15            |
| Rayo Vallecano · España              | Total club    | 38       | 2     | 5        | 2     | 0        | 0      | 38       | 4     | 0.11            |
| Elche C. F. · España                 | 2014-15       | 28       | 0     | 3        | 1     | 0        | 0      | 31       | 1     | 0.03            |
| Elche C. F. · España                 | Total club    | 28       | 0     | 3        | 1     | 0        | 0      | 31       | 1     | 0.03            |
| S. D. Eibar · España                 | 2015-16       | 32       | 5     | 4        | 0     | 0        | 0      | 36       | 5     | 0.14            |
| S. D. Eibar · España                 | 2016-17       | 26       | 7     | 4        | 2     | 0        | 0      | 30       | 9     | 0.30            |
| S. D. Eibar · España                 | Total club    | 58       | 12    | 8        | 2     | 0        | 0      | 66       | 14    | 0.21            |
| Málaga C. F. · España                | 2017-18       | 29       | 3     | 0        | 0     | 0        | 0      | 29       | 3     | 0.10            |
| Málaga C. F. · España                | 2018-19       | 38       | 10    | 0        | 0     | 0        | 0      | 38       | 10    | 0.26            |
| Málaga C. F. · España                | 2019-20       | 32       | 6     | 0        | 0     | 0        | 0      | 32       | 6     | 0.19            |
| Málaga C. F. · España                | Total club    | 91       | 19    | 0        | 0     | 0        | 0      | 91       | 19    | 0.21            |
| Real Zaragoza · España               | 2020-21       | 20       | 3     | 0        | 0     | 0        | 0      | 20       | 3     | 0.15            |
| Real Zaragoza · España               | 2021-22       | 17       | 0     | 0        | 0     | 0        | 0      | 17       | 0     | 0.00            |
| Real Zaragoza · España               | Total club    | 37       | 3     | 0        | 0     | 0        | 0      | 37       | 3     | 0.08            |
| C. F. Fuenlabrada · España           | 2021-22       | 13       | 1     | 0        | 0     | 0        | 0      | 13       | 1     | 0.08            |
| C. F. Fuenlabrada · España           | Total club    | 13       | 1     | 0        | 0     | 0        | 0      | 13       | 1     | 0.08            |
| Total carrera                        | Total carrera | 412      | 48    | 22       | 5     | 0        | 0      | 434      | 53    | 0.12            |